# キャフリーザク駅
キャフリーザク駅（キャフリーザクえき、ペルシア語: ایستگاه متروی کهریزک）は、イラン・テヘランにあるテヘラン・メトロ1号線の駅である。

## 歴史
- 2011年7月21日: 開業。

## 駅周辺
- ベヘシュテ・ザフラー共同墓地

## 隣の駅
テヘラン・メトロ
1号線
ハラメ・モタッハル駅 - キャフリーザク駅